# Žoržs Tikmers
Žoržs Tikmers, oroszul: Жоржс Янович Тикмерс (Iecava, 1957. január 22. –) olimpiai ezüstérmes szovjet-lett evezős.

## Pályafutása
Az 1980-as moszkvai olimpián ezüstérmet szerzett kormányos négyesben, Dimants Krišjānis-szal, Dzintars Krišjānis-szal, Artūrs Garonskis-szel és Juris Bērziņšsal.

## Sikerei, díjai
- Olimpiai játékok – kormányos négyes
  - ezüstérmes: 1980, Moszkva